# Целертал
Целертал (њем. Zellertal) општина је у њемачкој савезној држави Рајна-Палатинат. Једно је од 81 општинског средишта округа Донерсберг. Према процјени из 2010. у општини је живјело 1.228 становника. Посједује регионалну шифру (AGS) 7333501.

## Географски и демографски подаци
Целертал се налази у савезној држави Рајна-Палатинат у округу Донерсберг. Општина се налази на надморској висини од 205 метара. Површина општине износи 6,9 km². У самом мјесту је, према процјени из 2010. године, живјело 1.228 становника. Просјечна густина становништва износи 177 становника/km².